# 2010 ve vědě

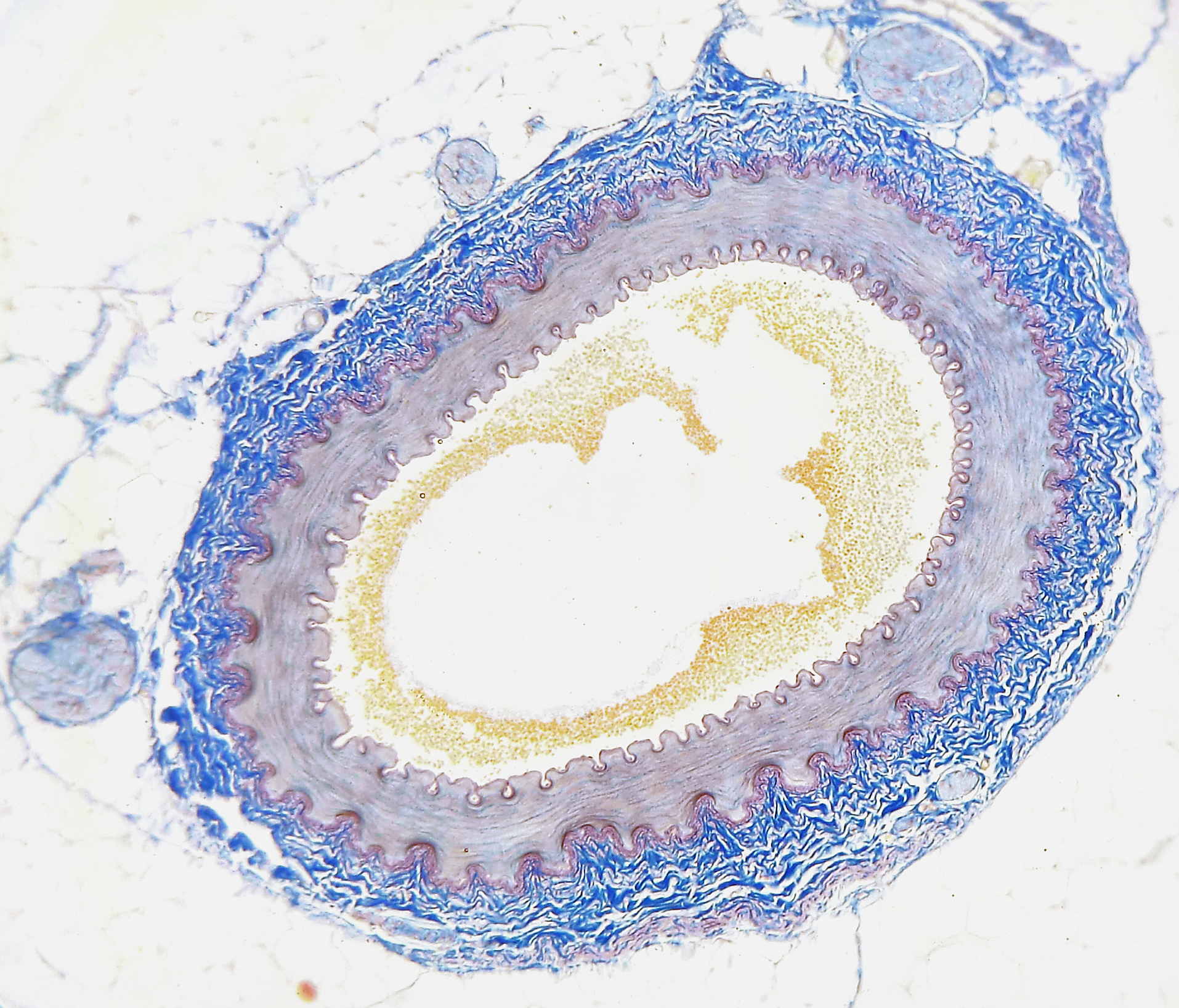
Umělá tepna vytvořená britskými vědci

## Leden
- 3. leden – Britští vědci oznámili vyvinutí umělé tepny

## Únor
- 1. únor – americký prezident Barack Obama oznámil, že z důvodu úspor ruší plány NASA na návrat na Měsíc do roku 2020. (BBC)

- 5. únor
  - Vědci z Cambridgeské university vyvinuli umělou slinivku pro lepší regulaci krevního cukru u dětí s diabetem prvního typu. (MSNBC)

## Březen
1. březen – NASA oznámila, že na severním pólu Měsíce leží miliony tun zmrzlé vody.

## Říjen
- 20. říjen - vědci oznámili objevení galaxie UDFy-38135539, doposud nejvzdálenějšího vesmírného objektu.